# Escobar (efternamn)
Escobar är ett spanskt efternamn vanligt i Latinamerika.

## Personer med namnet
- Alex Escobar, baseballspelare.
- Andrés Escobar, mördad colombiansk fotbollsspelare.
- Angel Escobar, baseballspelare.
- Antonio Escobar y Mendoza, spansk kyrkoman på 1600-talet.
- Arturo Escobar, amerikansk antropolog.
- Arturo Escobar y Vega, mexikansk politiker.
- José Elías Escobar, före detta baseballspelare.
- José Escobar Saliente, spansk komediförfattare.
- Kelvim Escobar, baseballspelare.
- Manolo Escobar, spansk sångare.
- Marina de Escobar, spansk mystiker
- Marisol Escobar, skulptör.
- Pablo Escobar, colombiansk knarkkung.
- Patricio Escobar, före detta president i Paraguay.
- Pedro de Escobar, portugisisk kompositör från 1500-talet.
- Sixto Escobar, puertoricansk boxare.
- Veronica Escobar, amerikansk politiker.
- Escobar Gallardo, en fiktiv knarkkung i tv-dramat Nip/Tuck.